# Justus Vultejus

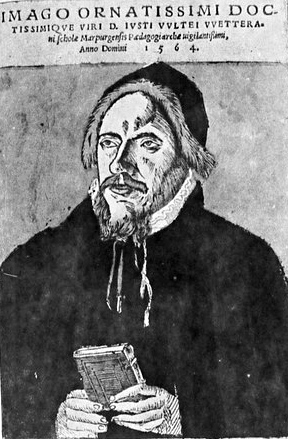
Justus Vultejus 1564

Justus Vultejus (auch: Will; * 1529 in Wetter; † 31. März 1575 in Marburg) war ein deutscher Pädagoge und Philologe.

## Leben
Vultejus war ein Sohn des Wetteraner Bürgermeisters Johann Will und dessen Frau Mechthild Becker (~ 2° 1519 Christian Pincier, Bürgermeister). Er erhielt seinen ersten Unterricht unter Johannes Foenilius auf der Stiftsschule in Wetter, auf der er auch blieb, als sie 1541 wegen der Pest nach Biedenkopf verlegt wurde. 1542 wechselte er auf die neu eröffnete Privatschule des Johann Pistorius in Dillenburg und 1544 nach Marburg, wo er sich unter Caspar Rudolphi den akademischen Grad eines Baccalaureus erwarb.
Auf Anregung des gerade aus Frankreich zurückgekehrten Johannes Pincier schickte man ihn zusammen mit seinem Bruder von 1546 bis 1547 auf das Sturmsche Gymnasium nach Straßburg. Dann wandte er sich zunächst nach Erfurt, dann nach Leipzig und schließlich nach Wittenberg, um Philipp Melanchthon zu hören. Wegen der Wirren des Schmalkaldischen Krieges ging er nach Zürich und von dort nach Basel, wo er als 18-Jähriger für den humanistischen Drucker Johannes Oporinus die Varia historia des Aelian und die Stratagemata des Polyaen ins Lateinische übersetzte.
1548 traf Vultejus auf der Frankfurter Herbstmesse wieder auf Pincier, der ihn anregte, Frankreich zu besuchen. Über Köln, Brabant und Flandern reiste Vultejus nach Paris, wo er den Zürcher Theologen Ludwig Lavater kennenlernte. Von Paris aus reiste er nach Genf, um Calvin kennenzulernen, der damals am Anfang seiner Karriere stand. Nach einem Aufenthalt in Lausanne kehrte er in seine Heimatstadt zurück, wo er Katharina Fett heiratete, mit der er drei Söhne und eine Tochter zeugte.
In Wetter eröffnete er eine Schule, die nachmals berühmte Academiola Wetterana, an der er selbst Rhetorik und Dialektik unterrichtete und den dreisprachigen Unterricht einführte: Pincier lehrte Hebräisch, er selbst Latein und Griechisch; mit solchem Erfolg, dass Absolventen seiner Schule – darunter der spätere Marburger Professor Wigand Orth – als „Graeculi“ tituliert wurden. Eine zwischenzeitliche Berufung als Hilfsgeistlicher wurde wegen Lehrdifferenzen zurückgezogen.

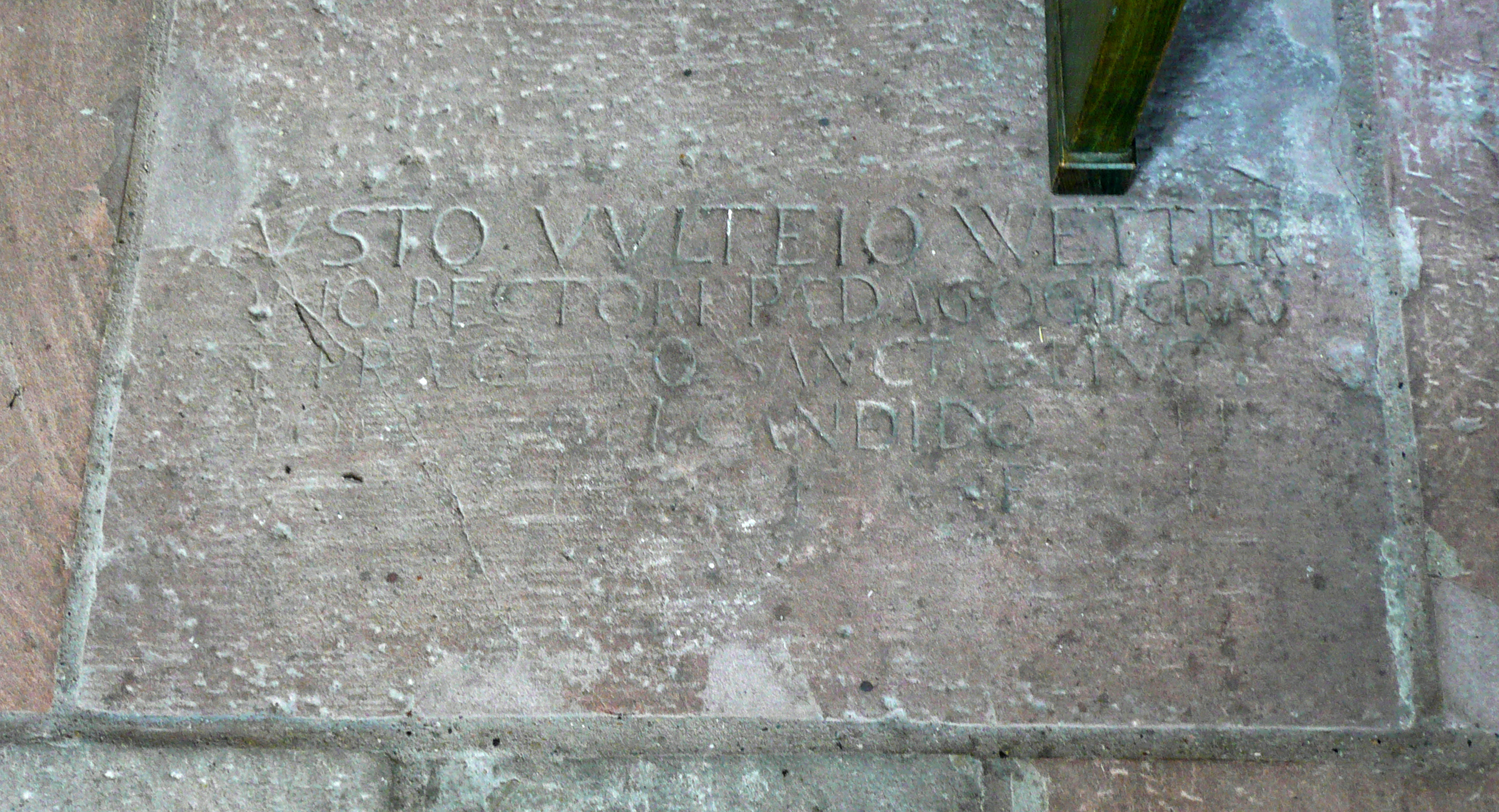
Grabstein des Justus Vultejus im "Michelchen"
in Marburg

Er ging 1560 als leitender Lehrer an das Marburger Pädagogium und wurde 1572 Professor der hebräischen Sprache an der Universität Marburg. Als er Ende März 1575 einem entlaufenen Kapaun nachsprang, verunglückte er schwer und starb wenige Tage später an seinen Kopfverletzungen.
Sein Sohn, der Jurist Hermann Vultejus, gab im Jahr 1612 in Marburg die nachgelassenen Gedichte seines Vaters in Poematum libri V heraus und begründete, als ihn Kaiser Ferdinand II. am 30. Dezember 1630 in den erblichen Reichsadelsstand erhob, das hessische Adelsgeschlecht Vultejus (auch Vultée).